# Autostereoskopie

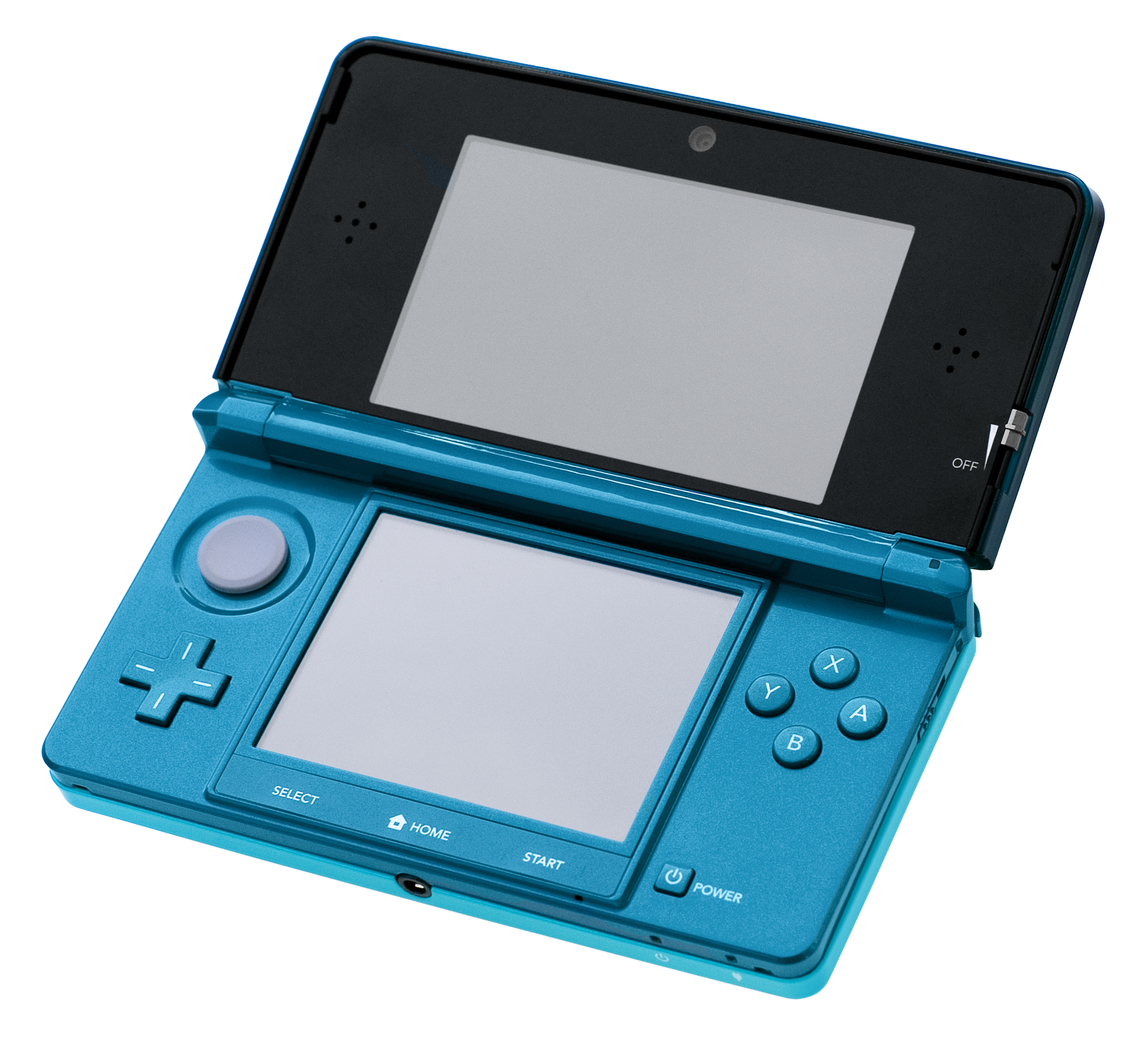
Ein weit verbreitetes autostereoskopisches Two-View-Display: Das Nintendo 3DS mit Parallaxbarrierentechnik

Autostereoskopie (aus dem Griechischen: auto = selbst – stereo = fest, starr – skopein = sehen) bezeichnet Verfahren zur Darstellung dreidimensionaler Bilder für einen Tiefeneindruck durch stereoskopisches Sehen. Man benötigt bei dieser Technik keine Hilfsmittel direkt vor den Augen, wie Head-Mounted Displays oder 3D-Brillen. Typische Verfahren zur Realisierung von autostereoskopischen Displays sind meist Parallaxenbarrieren und Linsenraster, aber auch Volumendisplays und Holografie gehören in diese Definition.

## Autostereoskopisches 3D-Display

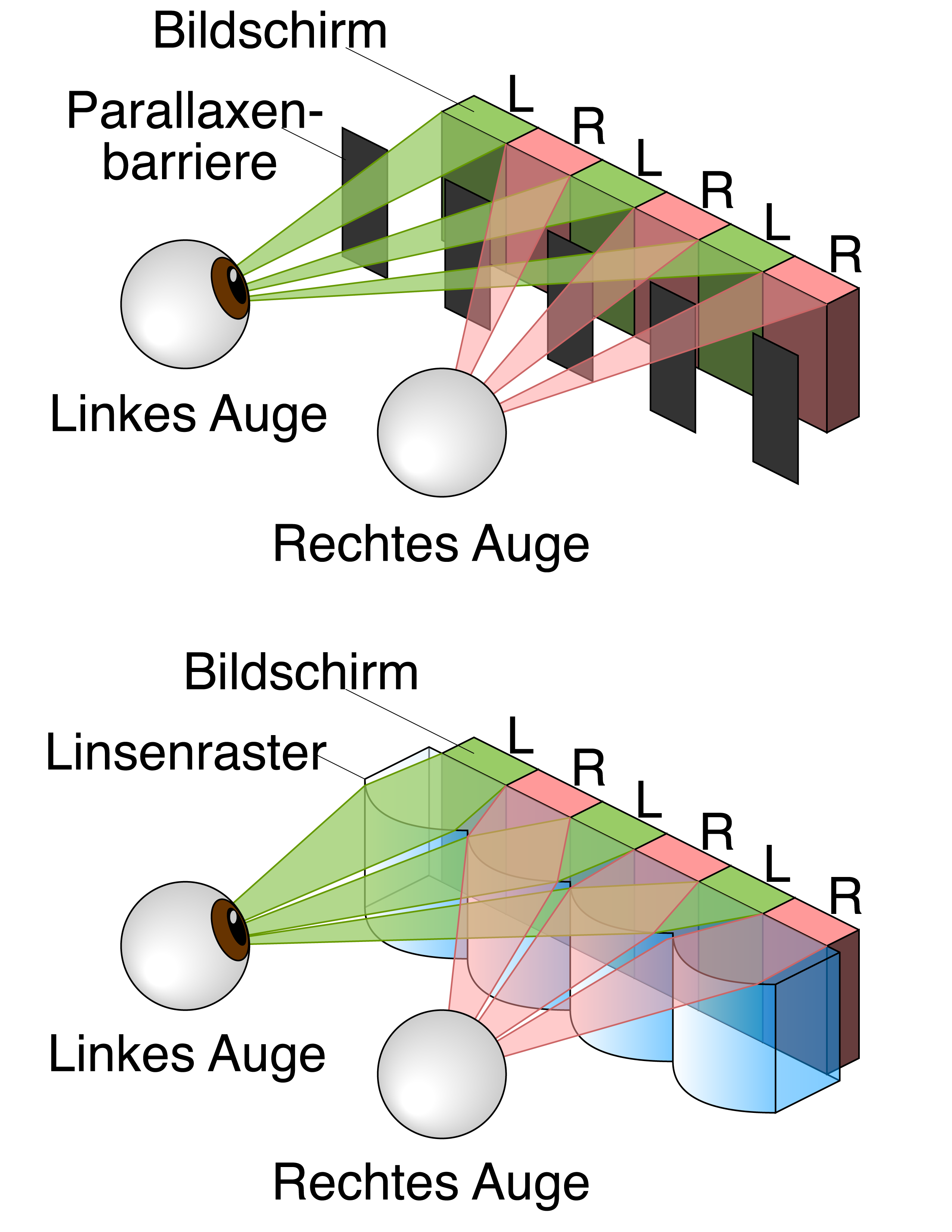
Parallaxenbarrieren- und Linsenrastertechnik: Das rechte Auge sieht nur die rot hervorgehobenen Bildpunkte und das linke nur die grün markierten Flächen

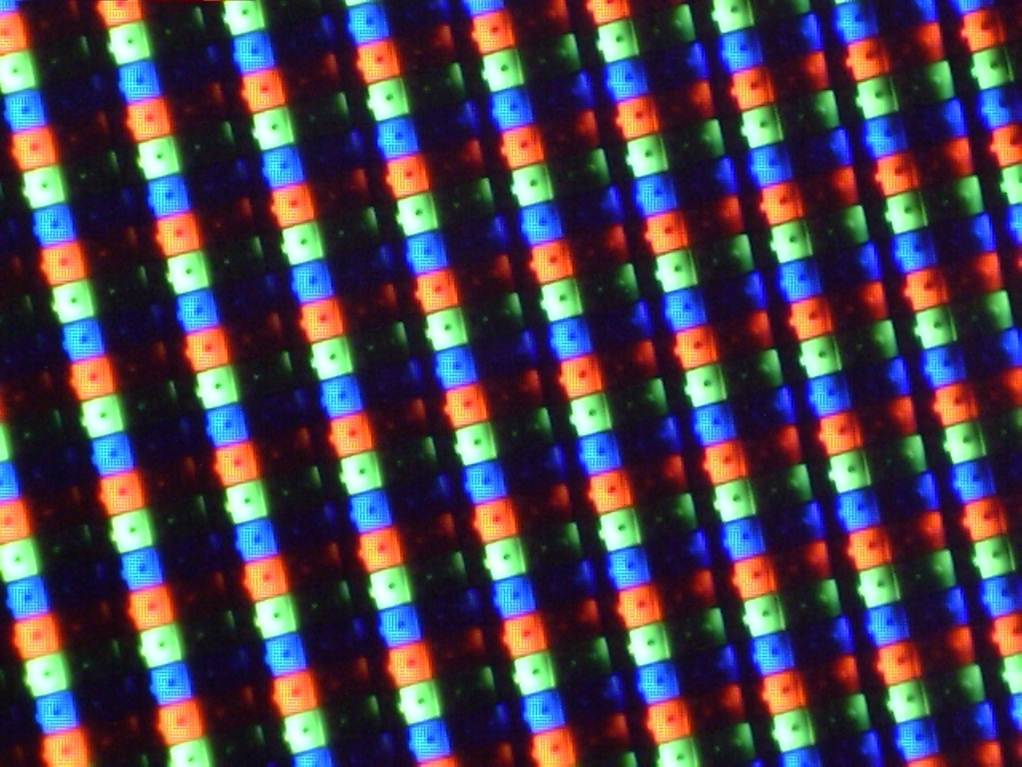
Parallaxenbarriere eingeschaltet

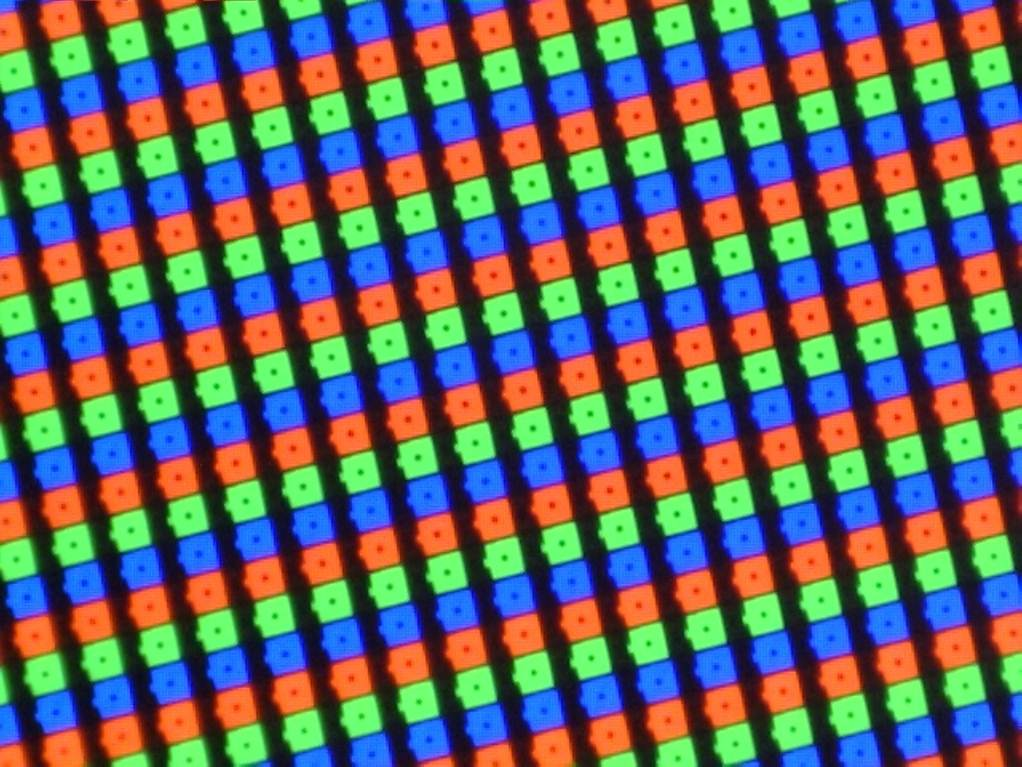
Parallaxenbarriere ausgeschaltet

Unter einem autostereoskopischen 3D-Display versteht man die Anzeige von autostereoskopischen Bildern auf einem Bildschirm oder durch eine Projektion.

### Technik
Um einen dreidimensionalen Eindruck zu erreichen, werden bei autostereoskopischen Displays zwei Bilder gleichzeitig dargestellt, wobei mittels Parallaxbarrieren, also schräg gestellten Streifenmasken oder Linsenrastern, das Licht einzelner Pixel in verschiedene Richtungen vor dem Bildschirm abgelenkt wird und jedes Auge ein anderes Bild erreicht. Durch die Aufteilung der Bildschirmfläche auf zwei ineinander verschachtelte Teilbilder halbiert sich die Horizontalauflösung pro Auge.
Ein Problem von autostereoskopischen Displays ist wie bei Stereo-Bildern, dass die Linse des Auges nicht auf die wahrgenommene Tiefe eines dargestellten Objektes, sondern auf die Entfernung des Displays scharfgestellt werden muss, also die Abweichung der Konvergenz und Akkommodation des Auges. Dies kann ohne Training zu Irritationen führen und einigen Menschen verursacht die Betrachtung solcher 3D-Bilder besonders über längere Zeit Augen- und Kopfschmerzen.

#### Two-View-Display
Bei einem Two-View-Display wird die Tiefenwirkung dadurch hervorgerufen, dass der Bildschirm zwei getrennte Bilder anzeigt. Dabei muss sich der Kopf des Benutzers in einer sehr eingeschränkten optimalen Position befinden (Sweet Spot), damit er einen korrekten Stereoeindruck bekommt. Manche Displays können begrenzt seitliche Kopfbewegungen ausgleichen, indem der Nutzer per Videokamera verfolgt wird (sogenanntes Eye-Tracking oder Head-Tracking) und die Darstellung so geändert wird, dass die „Verteilung“ der Bilder auf die Augen wieder stimmt. Da der Bildschirm immer nur auf ein Augenpaar optimal eingehen kann, heißt dieses autostereoskopische Display auch Single-User-Display. Allerdings gibt es auch eine Abwandlung dieser Technik, die bei mehreren Zuschauern einen Kompromiss für die beste Sicht aller errechnet. Dieser Durchschnitt ist aber dann nicht so optimal wie für eine einzelne Person. Kopf- und/oder Augentracking wird auch nicht bei allen Two-View-Displays angewandt.

#### Multi-View Display
Bei einem Multi-View-Display werden mehr als zwei Teilbilder dargestellt, gebräuchlich sind bisher fünf bis neun, teilweise wurden auch 24 und 64 versucht, wodurch sich die seitliche Bewegungsfreiheit erhöht, aber die Bildqualität (horizontale Bildauflösung) entsprechend sinkt. Sie funktionieren ähnlich wie Wackelbilder, bei diesen Systemen können mehrere Benutzer das 3D-Bild sehen. Außerdem ist es möglich, ein wenig um Objekte „herumzuschauen“. Dabei entsteht ein hologrammähnlicher Bildeindruck. Für realistisch räumlich wirkende Objekte wiederum ist jedoch ein volumetrisches 3D-Display besser geeignet (erstmals patentiert 1941 vom schottischen Fernsehpionier John Logie Baird).

### Geschichte
Das Parallaxbarrierenprinzip mit schrägen Sichtblenden wurde 1903 vom Engländer F.E. Ives als „Parallax-Stereogramm“ patentiert. Die Linsenrastertechnik wurde 1908 erstmals von Gabriel M. Lippmann vorgeschlagen. Statt blickdichte Parallaxbarrieren zu verwenden, legte er die Idee dar, eine Reihe von Linsen zu benutzen.
Eine frühe Anwendung der Parallaxbarrierentechnik war die Projektion auf „Drahtgitter-Leinwände“, die erstmals in Moskau 1930 durchgeführt wurde. Ein derartiges mechanisches Bildtrennsystem wurde bereits 1906 von Estanawe postuliert, der ein feines Gitter aus Metalllamellen als Leinwand vorschlug. Bei der Projektion müssen die Zuschauer sehr genau vor der Leinwand platziert sein, sonst können die Augen nicht das jeweils für sie bestimmte Bild sehen. Verbessert wurde das System durch Noaillon, der das Raster zum Zuschauer geneigt anordnete und die nun radial angeordneten Rasterstreifen leicht hin- und herbewegte. Weiterentwickelt wurde das System von Iwanow, der statt eines mechanischen Parallelrasters 30.000 sehr feine Kupferdrähte als Leinwand verwendete. Das aufwendige Verfahren erlangte keine Serienreife. Nur ein einziges Kino wurde für das System umgebaut, das Moskva in Moskau. Nur wenige Filme wurden in diesem Verfahren gezeigt.
Verschiedene autostereoskopische Techniken sind seit etwa 2001 auch für LCDs auf dem Markt und wurden seit Mitte der 1990er Jahre vor allem in Jena (Mehrsichten-Lösung, 4D-Vision GmbH, heute VisuMotion GmbH), Dresden (Zweisichten-Lösung, Dresden 3D GmbH, heute SeeReal Technologies), Berlin (Zweisichten-Lösung, Heinrich-Hertz-Institut GmbH, heute Fraunhofer HHI) und Kiel (Standbild 30.000-Ansichten-Lösung, RealEyes GmbH) entwickelt. Vereinzelt wurden schon Laptops und TFT-Monitore mit „Parallax-Barrier“-3D-Display (z. B. von Sanyo) angeboten.
Die Technik beim Nintendo 3DS beruht beispielsweise auch auf dem Parallaxbarrierenprinzip, dagegen ist bei der Kamera Fujifilm Finepix Real 3D ein lentikulares Display mit Linsenraster integriert.